# Jan Władysław Montygajło
Jan Władysław Montygajło herbu Korzbog odmienny (zm. 20 marca 1688 roku) – podkomorzy trocki w latach 1660–1688, sędzia grodzki trocki w latach 1653–1658, pisarz grodzki trocki w latach 1644–1647, dyrektor trockiego sejmiku przedkonwokacyjnego 1673 roku i trockiego sejmiku relacyjnego 1683 roku.
Podpisał elekcję 1648 roku z województwem trockim.